# 侧花沙蓬
侧花沙蓬（学名：Agriophyllum lateriflorum）是苋科沙蓬属的植物。分布于俄罗斯、伊朗以及中国大陆的新疆等地，多生于沙丘，目前尚未由人工引种栽培。